# Germano II de Constantinopla
Germano II de Constantinopla (em grego:  Γερμανός Β΄ Ναύπλιος), dito Náuplio (em latim: Nauplius), foi o patriarca grego ortodoxo de Constantinopla, exilado no Império de Niceia, entre 1223 e a sua morte em junho de 1240. Nasceu em Anáplo. Serviu como diácono em Santa Sofia até 1204, e quando da tomada de Constantinopla durante a Quarta Cruzada, partiu para um mosteiro. Em 1223, foi selecionado por João III Vatatzes (r. 1221–1257) como patriarca ecumênico em exílio, assumindo o trono em 4 de janeiro de 1223. Durante seu reinado, entrou em conflito com o prelado da Igreja do Epiro acerca de sua independência, bem como a independência política do Epiro sob o auto-declarado imperador Teodoro Comneno Ducas (r. 1216–1230). Reconheceu a Igreja da Bulgária como um patriarcado júnior por 1235 e abriu diálogo com a Sé de Roma para uma possível união das Igrejas.

## Biografia

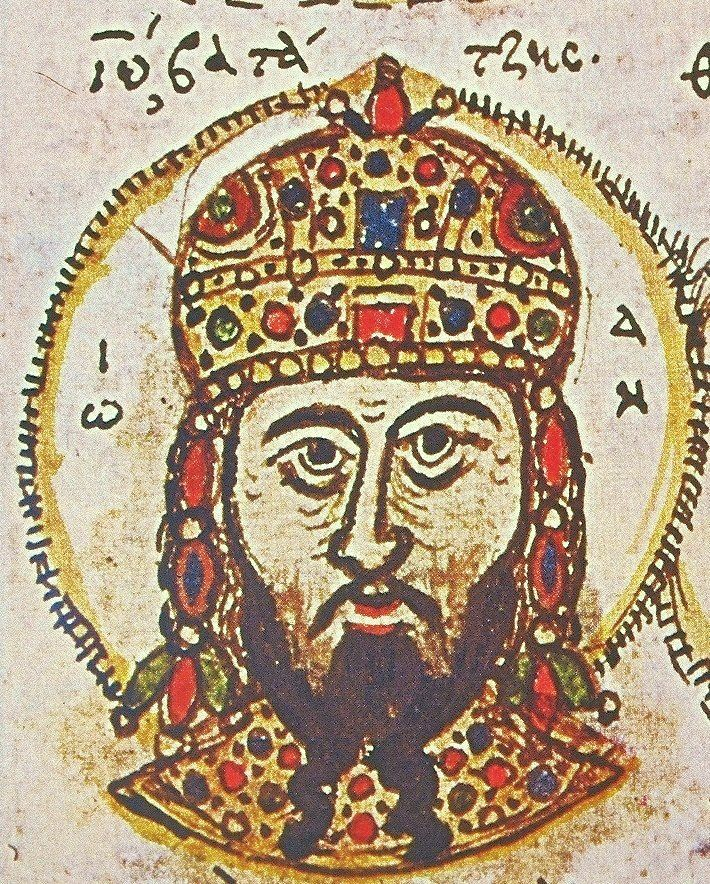
Iluminura do imperador de Niceia João III Vatatzes r.

Germano nasceu em Anáplo na segunda metade do século XII e, durante a Quarta Cruzada de 1204, servia como diácono em Santa Sofia. Logo depois do saque de Constantinopla, retirou-se para um mosteiro em Paleocastro. Em 1223, foi selecionado pelo imperador de Niceia, João III Vatatzes (r. 1221–1257), para preencher o posto de patriarca ecumênico, que tinha sido realocado para lá após a conquista de Constantinopla pelos venezianos e a criação do Patriarcado Latino de Constantinopla. Germano assumiu o trono em 4 de janeiro de 1223 e rapidamente se mostrou um valioso aliado de Vatatzes.
Durante todo o seu patriarcado, Germano lutou para restabelecer a sua autoridade como líder do então espatifado mundo ortodoxo, ao mesmo tempo em que apoiava Vatatzes em sua luta para reconquistar a sua herança imperial perdida. Assim, Germano se chocou com os prelados do Despotado de Epiro por conta da da defesa deles aos governantes de Epiro e, especialmente, com o arcebispo de Ácrida, Demétrio Comateno, que tinha presidido a coroação de Teodoro Comneno Ducas (r. 1216–1230) como imperador em Tessalônica, em direto confronto com a posição de Niceia. Após a derrota de Epiro na Batalha de Klokotnitsa em 1230, porém, os bispos dali foram gradualmente conquistados pelo grupo de Germano. Em 1232, o cisma estava superado, com a Igreja de Epiro reconhecendo sua autoridade, ao que se seguiu uma viagem pela região por Germano em 1238.
Por outro lado, Germano estava propenso a se curvar às realidades políticas na questão da Igreja da Bulgária, reconhecendo-a como um patriarcado júnior em 1235. Isso foi, em parte, o resultado de uma necessidade política, como condição para a aliança entre Vatatzes e o Segundo Império Búlgaro, do tsar João Asen II (r. 1218–1241), mas era também um movimento necessário para afastar a Igreja Búlgara de sua submissão pós-1204 à Igreja Católica. Movimento similar está por trás do reconhecimento por ele do estatuto autocéfalo da Igreja Sérvia.
Mesmo sendo um feroz crítico dos "erros" que percebia na Igreja Católica e o autor de diversos tratados anticatólicos, Germano foi, inicialmente, favorável a uma reaproximação com Roma. Em 1232, enviou um grupo de franciscanos, cuja postura e o desejo de reconciliação o haviam impressionado, como enviados ao papa. Germano propôs convocar um concílio ecumênico pleno para tentar a reconciliação das Igrejas. Como resposta, uma delegação de franciscanos e dominicanos chegou em Niceia em 1234, mas com alçada limitada: eles não tinham autoridade para conduzir nenhum tipo de negociação, mas apenas para sondar o imperador e o patriarca. A delegação latina compareceu ao concílio realizado em Ninfeu, mas ele acabou se desfazendo em uma disputa entre os latinos e os gregos. Os enviados papais fugiram para Roma enquanto que os nicenos se juntaram ao ataque a Constantinopla em 1235.